# سلطان الجهني
سلطان الجهني (بالإنجليزية: Sultan Al-Johani  )‏؛ مواليد 26 فبراير 1992 في حائل، السعودية، هو لاعب كرة قدم سعودي.
كانت بداياته مع نادي الطائي ووقع مع نادي الوحدة في عام 2016 ولعب معهم فترة بسيطة وبعدها وقع مع نادي الوطني ولعب معهم لمدة شهرين وبعدها تم فسخ عقده ووقع بعدها مع نادي القيصومة وفي عام 2017 وقع مع نادي نجران وعاد إلى نادي القيصومة مطلع عام 2018 وبعدها وقع مع نادي الجندل ووقع بعدها مع نادي هجر.

## روابط خارجية
- سلطان الجهني على موقع قاعدة بيانات كرة القدم.إي يو (الإنجليزية)
- سلطان الجهني على موقع Soccerway.com (الإنجليزية)